# NWA International Tag Team Championship (Georgia version)
L'NWA International Tag Team Championship (Georgia version) è stato un titolo della divisione tag promosso dalla Georgia Championship Wrestling, affiliata alla National Wrestling Alliance. Il titolo era considerato un riconoscimento secondario, inferiore per importanza alla versione locale del NWA World Tag Team Championship.
Il titolo fu attivo dal 1956 al 1963, quando smise di essere promosso e fu disattivato.

## Albo d'oro
| Legenda  |                                                                               |
| -------- | ----------------------------------------------------------------------------- |
| #        | Indica il numero del regno titolato                                           |
| Regno    | Viene indicato il numero del regno del campione                               |
| Data     | La data in cui il titolo è stato vinto                                        |
| Località | Indica il luogo in cui il titolo è stato vinto                                |
| Note     | Indica notizie particolari riguardanti i cambi di titolo o altre informazioni |

| #                          | Campione                                 | Regno | Data            | Giorni | Località          | Evento     | Note | Fonti |
| -------------------------- | ---------------------------------------- | ----- | --------------- | ------ | ----------------- | ---------- | --- | ----- |
| 1                          | Fred Atkins e Ike Eakins                 | 1     | ottobre 1956    | --     | --                | --         | I due iniziarono ad essere promossi come campioni al loro arrivo nel territorio.                                          |       |
| 2                          | Chief Big Heart e Red McIntyre           | 1     | 7 dicembre 1956 | 63     | Atlanta, Georgia  | House show | |       |
| 3                          | Donn Lewin e Mark Lewin                  | 1     | 8 febbraio 1957 | 35     | Atlanta, Georgia  | House show | |       |
| 4                          | Don McIntyre e Red McIntyre (2)          | 1     | 15 marzo 1957   | --     | Atlanta, Georgia  | House show | | [ 2 ] |
| Storia del titolo non nota |                                          |       |                 |        |                   |            | |       |
| 5                          | Freddie Blassie e Kurt Von Brauner       | 1     | giugno 1957     | --     | --                | House show | |       |
| 6                          | Don McIntyre (2) e Red McIntyre (3)      | 2     | 21 giugno 1957  | --     | Atlanta, Georgia  | House show | |       |
| Storia del titolo non nota |                                          |       |                 |        |                   |            | |       |
| 7                          | Don McIntyre (3) e Tarzan White          | 1     | 20 luglio 1957  | --     | --                | House show | |       |
| 8                          | Fritz Von Brauner e Kurt Von Brauner (2) | 1     | 24 agosto 1957  | 41     | Rome, Georgia     | House show | |       |
| 9                          | Don McIntyre (4) e Ray Gunkel            | 1     | 4 ottobre 1957  | --     | Atlanta, Georgia  | House show | |       |
| Storia del titolo non nota |                                          |       |                 |        |                   |            | |       |
| 10                         | Ray Gunkel (2) e Billy Red Lyons         | 1     | febbraio 1958   | --     | --                | House show | |       |
| 11                         | Don Lee e The Mighty Yankee              | 1     | 4 aprile 1958   | 14     | Atlanta, Georgia  | House show | |       |
| 12                         | Karl Heinkler e Kurt Von Brauner (3)     | 1     | 18 aprile 1958  | 7      | Atlanta, Georgia  | House show | | [ 3 ] |
| 13                         | Rocky Columbo e Angelo Martinelli        | 1     | 25 aprile 1958  | --     | Atlanta, Georgia  | House show | |       |
| Storia del titolo non nota |                                          |       |                 |        |                   |            | |       |
| 14                         | Jack Dillon e Ron Lee (2)                | 1     | giugno 1958     | --     | --                | House show | |       |
| 15                         | Ron Etchison e Ray Gunkel (3)            | 1     | 13 giugno 1958  | 63     | Atlanta, Georgia  | House show | |       |
| —                          | Vacante                                  | —     | 15 agosto 1958  | —      | —                 | —          | Il titolo fu reso vacante in seguito al finale controverso di un incontro titolato contro Freddie Blassie e Angelo Poffo. |       |
| Storia del titolo non nota |                                          |       |                 |        |                   |            | |       |
| 16                         | Ray Gunkel (4) e Nick Roberts            | 1     | ottobre 1958    | --     | --                | House show | |       |
| 17                         | Freddie Blassie (2) e Bob Shipp          | 1     | 10 ottobre 1958 | --     | Atlanta, Georgia  | House show | | [ 4 ] |
| Storia del titolo non nota |                                          |       |                 |        |                   |            | |       |
| 18                         | Ray Gunkel (5) e Don McIntyre (5)        | 1     | gennaio 1959    | --     | --                | House show | |       |
| Storia del titolo non nota |                                          |       |                 |        |                   |            | |       |
| 19                         | Ray Gunkel (6) e Dick Gunkel             | 1     | dicembre 1959   | --     | --                | House show | |       |
| Storia del titolo non nota |                                          |       |                 |        |                   |            | |       |
| 20                         | Freddie Blassie (3) e Eric Pederson      | 1     | maggio 1960     | --     | --                | House show | |       |
| Storia del titolo non nota |                                          |       |                 |        |                   |            | |       |
| 21                         | Corsica Jean e Corsica Joe               | 1     | giugno 1960     | --     | --                | House show | |       |
| Storia del titolo non nota |                                          |       |                 |        |                   |            | |       |
| 22                         | Gypsy Joe e Skull Murphy                 | 1     | aprile 1961     | --     | --                | House show | |       |
| Storia del titolo non nota |                                          |       |                 |        |                   |            | |       |
| 23                         | Jean Gaullois e Paul Gaullois            | 1     | 5 gennaio 1962  | --     | --                | House show | |       |
| Storia del titolo non nota |                                          |       |                 |        |                   |            | |       |
| 24                         | Len Montana e Tarzan Tyler               | 1     | aprile 1963     | --     | --                | House show | |       |
| 25                         | Chief Little Eagle e Dick Steinborn (2)  | 1     | 27 aprile 1963  | --     | Atlanta, Georgia  | House show | Dick Steinborn era già stato campione con il nome di Dick Gunkel.                                                         | [ 5 ] |
| 26                         | Len Montana e Tarzan Tyler               | 2     | giugno 1963     | --     | --                | House show | |       |
| 27                         | Chief Little Eagle (2) e Bill Dromo      | 1     | 5 giugno 1963   | 9      | Columbus, Georgia | House show | |       |
| 28                         | Ray Gunkel (7) e Dick Steinborn (3)      | 2     | 14 giugno 1963  | --     | Atlanta, Georgia  | House show | |       |
| —                          | Disattivato                              | —     | giugno 1963     | —      | —                 | —          | Il titolo smise di essere promosso ed è considerato disattivato.                                                          |       |